# Nicolae Dumitru
Nicolae „Nicușor“ Dumitru (* 12. Dezember 1928 in Bukarest; † 8. August 2005 ebenda) war ein rumänischer Fußballspieler und -trainer. Als Spieler kam er auf 189 Einsätze in der Divizia A, der höchsten rumänischen Spielklasse. Als Trainer konnte er mit Dinamo Bukarest vier Mal die rumänische Meisterschaft gewinnen.

## Karriere

### Verein
Die Karriere von Dumitru begann im Jahr 1945 in seiner Heimatstadt bei Sparta Bukarest. Nach einem Jahr in der Divizia B wechselte er im Jahr 1947 zum Lokalrivalen Metalochimic Bukarest, mit dem er in der Saison 1947/48 in die Divizia A aufsteigen konnte. Dort musste er mit seiner Mannschaft in der Spielzeit 1948/49 zwar postwendend absteigen, erhielt aber die Möglichkeit, zu Dinamo Bukarest zu wechseln. In den folgenden Jahren wurde Dinamo zu einem Spitzenklub und kämpfte um die Meisterschaft, die Dumitru in seiner aktiven Laufbahn einmal – in der Saison 1955 – gewinnen konnte. Er blieb dem Klub bis zum Ende seiner Karriere im Jahr 1959 treu.

### Nationalmannschaft
Dumitru bestritt zwischen 1953 und 1955 insgesamt acht Spiele für die rumänische Nationalmannschaft. Er debütierte am 14. Juni 1953 im WM-Qualifikationsspiel gegen die Tschechoslowakei. Er kam unter Nationaltrainer Gheorghe Popescu in drei von vier Qualifikationsspielen zum Einsatz, schaffte mit seinem Team jedoch nicht den Sprung zur Endrunde in der Schweiz. Er blieb anschließend im Kader Popescus, der in der Folgezeit nur Freundschaftsspiele bestritt, da es zwischen den Weltmeisterschaften noch keine Europameisterschaft gab. Am 9. Oktober 1955 kam er gegen Bulgarien zu seinem letzten Einsatz.

### Trainer
Nach dem Ende seiner aktiven Laufbahn wurde Dumitru im Sommer 1959 Assistenztrainer von Traian Ionescu bei Dinamo Bukarest. Auch dessen Nachfolger Constantin Teașcă stand er zur Seite, ehe er ihn im März 1962 beerbte und erstmals zu Dinamos Cheftrainer wurde. Am Saisonende führte er seine Mannschaft zum Titelgewinn. In der Spielzeit 1962/63 stand er mit seinem Klub nach 13 Spielen an der Tabellenspitze, als ihn Traian Ionescu beerbte und Dumitru wiederum zu dessen Assistent wurde. Diese Rolle hatte er zunächst auch unter Ionescus Nachfolger Angelo Niculescu inne, ehe er im Jahr 1965 Dinamos zweite Mannschaft übernahm, die als Dinamo Victoria Bukarest in der Divizia B spielte.
Im Sommer 1967 wurde Dumitru erneut Cheftrainer von Aufsteiger Dinamo Bacău in Divizia A. Nach dem Klassenerhalt 1968 führte er den Klub am Ende der Saison 1968/69 auf den fünften Platz. Anschließend bekam er erneut die Gelegenheit, Dinamo Bukarest zu übernehmen. In der Rückrunde 1970/71 musste er erneut hinter Traian Ionescu zurückstehen, als der Klub die Meisterschaft gewinnen konnte. Im Sommer 1972 wurde Dumitru schließlich von Ion Nunweiller abgelöst.
Dimitru ging im Jahr 1973 nach Ghana und wurde Nationaltrainer. Nach der verpasste Qualifikation zum Afrika-Cup 1974 trennten sich die Wege wieder und er kehrte nach Rumänien zurück, wo er Anfang 1974 Nunweiller als Cheftrainer von Dinamo beerbte. Nach der Meisterschaft 1975 wurde er im März 1976 wiederum durch Nunweiller ersetzt. Dumitru übernahm zum zweiten Mal den SC Bacău, den er zweimal zum Klassenverbleib führen konnte.
Im Jahr 1981 wurde Dumitru Assistenztrainer von Valentin Stănescu bei Dinamo, dessen Nachfolger er im Sommer 1982 wurde. Die folgenden beiden Jahre wurden seine erfolgreichste Zeit bei Dinamo. Nach der Meisterschaft 1983 konnte er mit seiner Mannschaft im Jahr 1984 das Double aus Meisterschaft und Pokal gewinnen. Gleichzeitig zog er ins Halbfinale des Europapokals der Landesmeister ein, wo das Team gegen den späteren Sieger FC Liverpool ausschied.
Nach diesem Erfolg trennten sich die Wege von Dumitru und Dinamo, der zum dritten Mal zum SC Bacău ging. Mit dem Klub konnte er zweimal die Klasse halten, bevor er im Sommer 1986 beim Ligakonkurrenten AS Victoria Bukarest die Nachfolge von Ion Nunweiller antrat. Mit seinem neuen Klub konnte er die Spielzeit 1986/87 auf dem dritten Platz abschließen und sich für den UEFA-Pokal qualifizieren. Dort schied seine Mannschaft in der zweiten Runde gegen Dinamo Tiflis aus. Der dritte Platz konnte in der Saison 1987/88 wiederholt werden.
Im Sommer 1988 wechselte Dumitru zum FC Argeș Pitești, nach einem Jahr trennten sich die Wege wieder. Zu Beginn der Saison 1991/92 wurde er Cheftrainer von Dacia Unirea Brăila, wurde aber bereits nach zwei Monaten entlassen und durch Ionel Iuga ersetzt. Zu Beginn des Jahres 1993 übernahm er den FC Progresul Bukarest und führte ihn zum Klassenerhalt.

## Erfolge

### Als Spieler
- Rumänischer Meister: 1955

### Als Trainer
- Rumänischer Meister: 1962, 1975, 1983, 1984
- Rumänischer Pokalsieger: 1984
- Halbfinale im Europapokal der Landesmeister: 1984